# 鶴本正三
鶴本 正三（つるもと しょうぞう、1935年 - ）はグラフィックデザイナー、アート・ディレクター、アート・プロデューサー。また、SFビジュアル雑誌「スターログ」の発行人であった。
近年は「鶴本晶三」名義を用いている。「ツルモトルーム」主宰。
父親は左翼運動をし、そのため東京から函館に逃れて北海道新聞社の記者をしていた鶴本徳太郎であり、小林多喜二や浅沼稲次郎と親交があったという。
また、現代美術家の太郎千恵蔵は息子。

## 略歴
北海道函館市出身。1955年、早稲田大学理工学部建築学科中退。この頃は、ジャスパー・ジョーンズ、ロバート・ラウシェンバーグらに影響を受けていた。
1957年、電電公社（現NTT）の「職業別電話帳」の表紙デザインの公募に応募し、グランプリを獲得。そのため、白木屋百貨店（のちに東急百貨店に吸収）から誘いがきて、入社する。嘱託社員として宣伝部に勤務し、グラフィック・デザインを行う。また、光文社からアルバイトの仕事がはいり、カッパ・ブックスの新聞広告、手塚治虫の『鉄腕アトム』の単行本表紙のデザイン、婦人雑誌「マイホーム」のアート・ディレクションなどを行う。この時代に、まだ大学在学中の篠山紀信と出会い、仕事を依頼している。
1964年、白木屋から独立、「ツルモトルーム」を設立。1966年、浅井慎平のデビュー写真集「ビートルズ東京」のアート・ディレクションをつとめる。1971年から8年間、雑誌「明星」の表紙構成をつとめる。
1972年、篠山紀信と一緒にリオのカーニバルに行き、そこで篠山が撮った写真集「オレレ・オララ」のアート・ディレクションをつとめる。また、「週刊プレイボーイ」「週刊少年マガジン」（～78年まで）の表紙構成をつとめる。蛍光色を多用した、斬新なデザインで注目を集める。
1974年、荒井由実の初のベスト・アルバム「YUMING BRAND」のジャケットを担当。赤と青のずれた画像で、3D用眼鏡を付録としてつけた。1975年、雑誌「GORO」が創刊。表紙及び、篠山紀信の連載「激写」コーナーのデザインを行う。1977年、「少年マガジン」の巻頭グラビアなどをまとめた、篠山紀信の写真集「カメラ小僧の世界旅行」のアート・ディレクションを担当。
1978年、映画「スター・ウォーズ」により巻き起こったSFブームにより、SFビジュアル雑誌「スターログ」（アメリカ「STARLOG」誌の日本版）を創刊。1987年まで100号を刊行する。発行人ながら、表紙のデザインを行い、編集の企画にも加わった。フランク・フラゼッタ、メビウス、シド・ミードなどを紹介する。
同1978年、バンド「キャロル」のアルバム「Introducing CAROL」のジャケットを担当。なお、キャロルの特徴的なロゴ・マークも、鶴本のデザインである。1982年、ラフォーレ原宿内に作られた「ラフォーレミュージアム」のコンセプトを担当し、建築家の選定から関わる。
また、原宿以外にも、飯倉・赤坂などに作られた「ラフォーレミュージアム」について、1994年まで企画・プロデュースを行い、「筒井康隆大一座」「ニューヨーク・アート・ナウ展」「ファラフィナ・コンサート」「ファンタスティック・パリの花鳥風月展」などを企画。なかでも、1984年のローリー・アンダーソンのパフォーマンス展は、美術界を超えて大きな影響を与えた。
21世紀になっても、「ジャズ100年展」（1998)、「岡本太郎と縄文展」（2003）、「デ・キリコ展」(2005)「レオナルド・ダ・ヴィンチ展」（2005）「カチーナ人形展（ホピ族の精霊たち）」（2007）など、多彩な美術展をプロデュースし続けている。

## 編著
- ヴォーグ60年展 ツルモトルーム, 1980.3
- 三宅一生/ボディワークス 小学館 1983/5
- パフォーマンス・ナウ 東急エージェンシー出版部, 1986.4
- ホピ族の精霊カチーナ人形 学研パブリッシング 2013.4

## 参考資料
- 雑誌「SPECTATOR」Vol.13(2005年春号） - 赤田祐一によるインタビュー。